# Kanton La Suze-sur-Sarthe
Kanton Suze-sur-Sarthe is een kanton van het Franse departement Sarthe. Kanton Suze-sur-Sarthe maakt deel uit van het arrondissement La Flèche en telde 27.012 inwoners in 2020.

## Gemeenten
Het kanton La Suze-sur-Sarthe omvatte tot 2014 de volgende gemeenten:
- Chemiré-le-Gaudin
- Étival-lès-le-Mans
- Fercé-sur-Sarthe
- Fillé
- Guécélard
- La Suze-sur-Sarthe (hoofdplaats)
- Louplande
- Parigné-le-Pôlin
- Roézé-sur-Sarthe
- Souligné-Flacé
- Spay
- Voivres-lès-le-Mans

Bij de herindeling van de kantons door het decreet van 24 februari 2014, met uitwerking op 22 maart 2015, werden daar de 3 volgende gemeenten aan toegevoegd: 
- Malicorne-sur-Sarthe
- Mézeray
- Saint-Jean-du-Bois